# Chorus Seraphicus
Chorus Seraphicus je slovenský ženský komorní sbor, založený roku 1993. Jeho hlavním těžištěm repertoáru je renesanční chrámová polyfonie. Kromě ní však sbor interpretuje i skladby jiných období, od gotiky, přes klasicismus, romantismus až k současné tvorbě.
Koncem 90. let 20. století získal sbor cenu Slovenského hudobného fondu za interpretaci díla M. Sch. Trnavského, Agnus Dei.
Zakladatelem, uměleckým vedoucím a dirigentem sboru je absolvent JAMU Ján Malovec.